# Maria Lipska

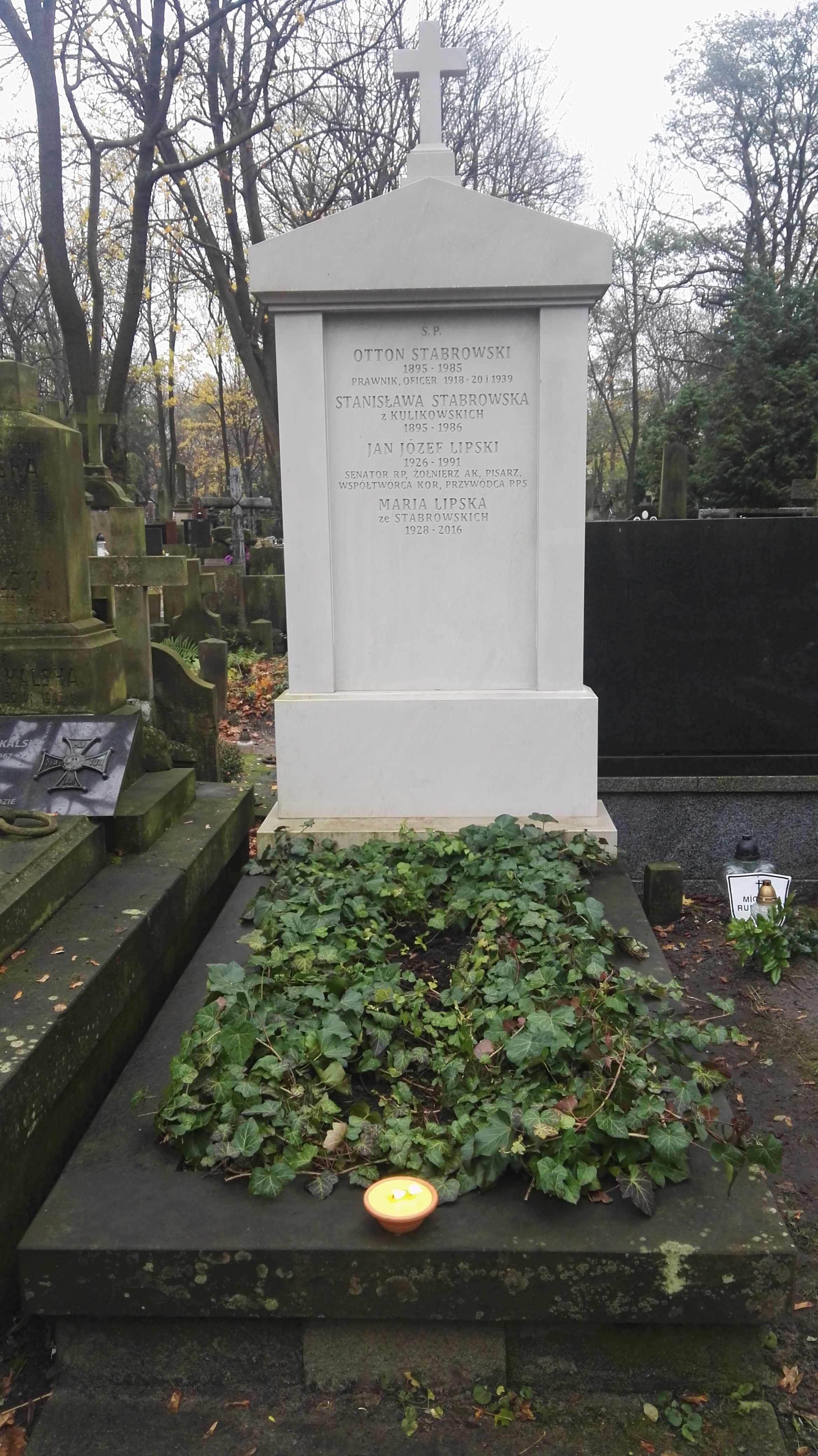
Grób Jana Józefa Lipskiego i Marii Lipskiej na cmentarzu Powązkowskim

Maria Helena Lipska (ur. 5 sierpnia 1928 w Warszawie, zm. 5 stycznia 2016 tamże) – polska filolog, żona Jana Józefa Lipskiego.

## Życiorys
Po upadku powstania warszawskiego trafiła wraz z rodziną do Pruszkowa, następnie przebywała m.in. w Piotrkowie Trybunalskim i Koniecpolu. Po wojnie i powrocie do Warszawy podjęła naukę w Liceum Ogólnokształcącym im. Juliusza Słowackiego. Po maturze rozpoczęła studia na Wydziale Polonistyki Uniwersytetu Warszawskiego. W 1951 wyszła za mąż za Jana Józefa Lipskiego (w następnym roku wzięli ślub kościelny). Mieli syna Jana Tomasza i córkę Agnieszkę. Maria Lipska pracę zawodową podjęła kilka lat po ukończeniu studiów w związku z wychowywaniem dzieci. Była zatrudniona w Spółdzielni Wydawniczej „Czytelnik” i następnie w Państwowym Wydawnictwie Naukowym.
Aktywnie wspierała swojego męża, zaangażowanego od połowy lat 50. w działalność opozycyjną. Okazjonalnie brała udział w zebraniach Klubu Krzywego Koła. W 1982 wyjechała z mężem na jego leczenie w Anglii, gdzie utrzymywali kontakty z polską emigracją.
W 2012 prezydent Bronisław Komorowski, za wybitne zasługi dla niepodległości Rzeczypospolitej Polskiej, za oddanie dla sprawy przemian demokratycznych w kraju, za osiągnięcia w pracy zawodowej i społecznej, odznaczył ją Krzyżem Komandorskim Orderu Odrodzenia Polski. Została pochowana w grobie rodzinnym na cmentarzu Powązkowskim w Warszawie (kwatera 86–6–4).